# Gifhorn
Gifhorn (phát âm tiếng Đức: [ˈɡɪfhɔʁn]) là thị xã huyện lỵ của huyện Gifhorn, trong bang Niedersachsen, Đức. Đô thị này có diện tích 104,86 km². Đô thị này nằm ở nơi hợp lưu của sông Ise và sông Aller, gần các thành phố Hannover, Celle, và Wolfsburg. Gifhorn có Bảo tàng cối xay gió thế giới.
Gifhorn được đề cập lần đầu vào năm 1196, khi đó địa danh này nằm ở nơi giao nhau của hai tuyến đường thương mại quan trọng, một tuyến vận chuyển muối ăn giữa Lüneburg và Braunschweig, tuyến kia vận chuyển ngũ cốc giữa Celle và Magdeburg.

## Kết nghĩa
- Xanthi, Hy Lạp
- Korsun-Shevchenkivskyi, Ukraina
- Dumfries, Scotland
- Gardelegen, Đức (Saxony-Anhalt)
- Hallsberg, Thụy Điển